# Mario (Computerspielfigur)
Mario ist eine von Shigeru Miyamoto erfundene Videospielfigur der Firma Nintendo und zugleich ihr Maskottchen. Er ist Protagonist und namensgebender Held der erfolgreichen Videospielreihen Super Mario, Mario Kart und Mario Party. Die Spielfigur taucht – von wenigen Ausnahmen abgesehen – nur in Spielen für Nintendo-Spielkonsolen auf. Mit über 700 Millionen verkauften Mario-Spielen bilden diese das bisher erfolgreichste Computerspiel-Franchise. 2005 wurde Mario mit einem Stern auf dem Walk of Game geehrt.
Bei Mario handelt es sich um einen schnauzbärtigen, etwas klein gewachsenen und dicklichen italienischen Klempner mit blauer Latzhose, rotem Hemd und roter Schirmmütze mit einem M-Symbol, dessen typische Aussprüche „Mamma mia“ und „It’s-a-me, Mario“ sind.

Marios Emblem, das er auf seiner Mütze trägt

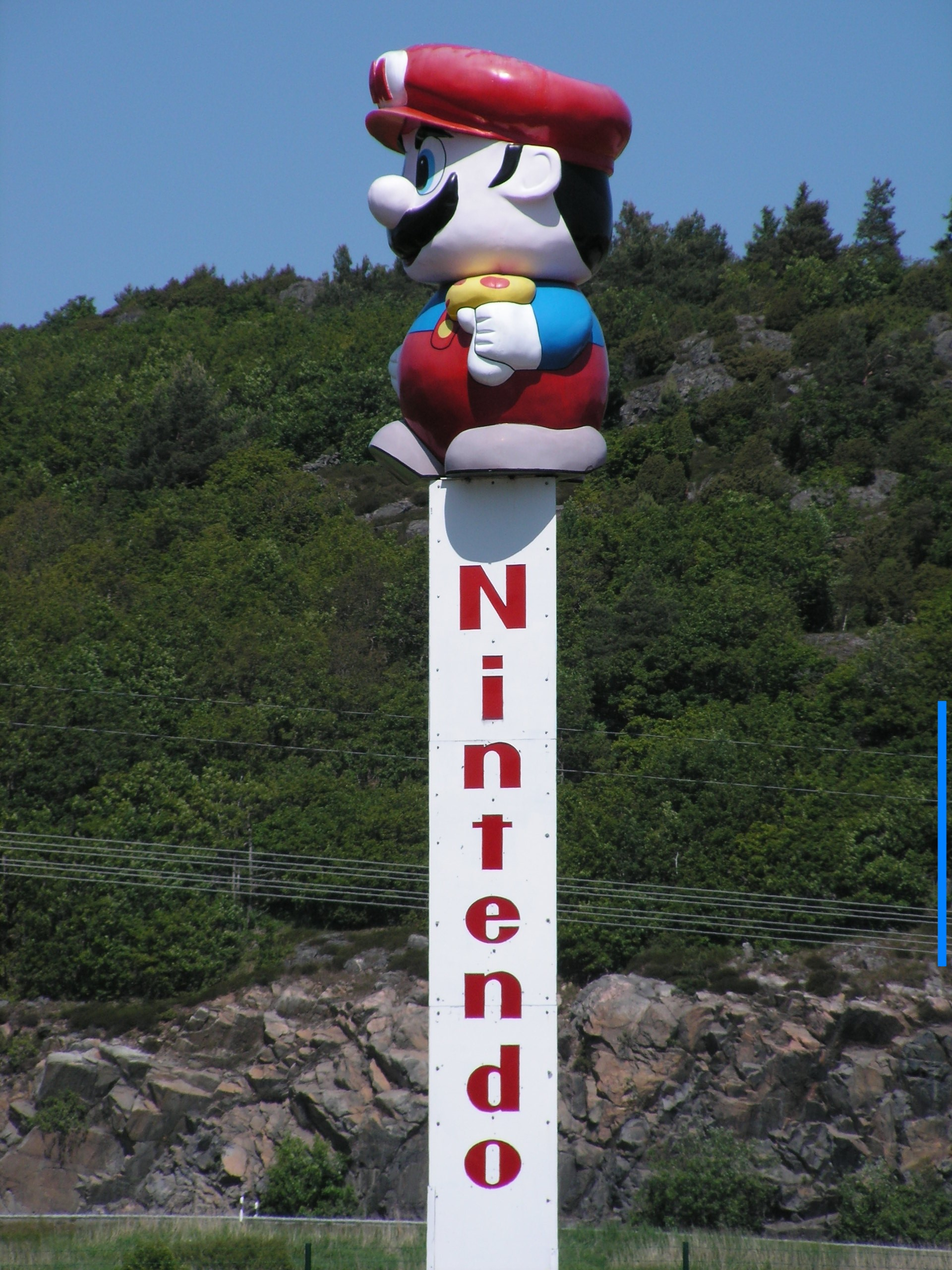
Mario-Statue bei Nintendos schwedischer Niederlassung in Kungsbacka (Die Farbgebung der Kleidung entspricht der aus Super Mario Bros. 2 von 1989.)

## Geschichte

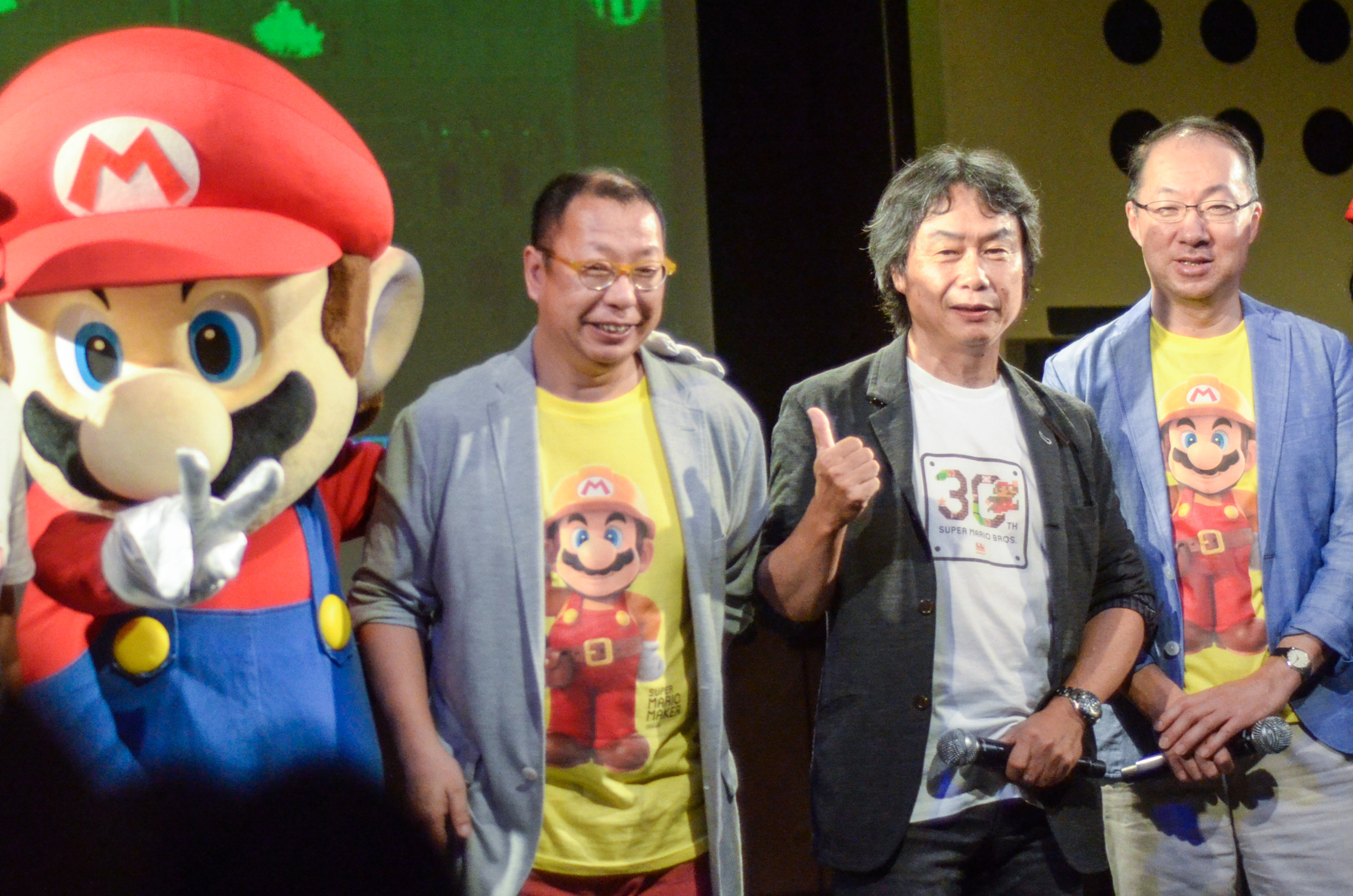
Takashi Tezuka, Shigeru Miyamoto und Kōji Kondō am 13. September 2015 auf dem Super Mario 30th Anniversary Festival in Shibuya, Tokio

Erstmals als Spielfigur Jumpman im erfolgreichen Arcade-Spiel Donkey Kong aufgetaucht, erlangte die Figur Mario weltweite Bekanntheit durch die Jump-’n’-Run-Spiele der Reihe Super Mario für Nintendo-Heimkonsolen.
Durch Erweiterung der Bewegungsfreiheit der Spielfigur wurde die Reihe stetig weiterentwickelt und übte entscheidenden Einfluss auf das Jump-’n’-Run-Genre aus. Durch gute, leicht zugängliche Spielbarkeit und durchdachtes Leveldesign wurde eine große Popularität der Mario-Spiele und damit der Figur Mario erreicht, die durch Merchandising und Medienpräsenz erweitert und kommerziell genutzt wurde. So gelang es, durch die hohe Nachfrage nach Mario-Software auch die entsprechenden Nintendo-Spielkonsolen am Markt zu etablieren. Heute ist Mario ein fester Bestandteil im Katalog der globalen Alltags-Ikonen.

### Anfänge

#### Donkey Kong (1981)
1979 versuchte der japanische Spielehersteller Nintendo durch Herstellung und Vertrieb münzbetriebener Arcade-Automaten in den USA Fuß zu fassen. Das in Japan erfolgreiche Arcade-Spiel Radar Scope verhalf dem neu gegründeten Tochterunternehmen Nintendo of America (NoA) jedoch nicht zum erhofften Durchbruch, es wurden nur 1000 der 3000 hergestellten Geräte verkauft. Nintendo-Präsident Hiroshi Yamauchi wandte sich daraufhin an den jungen Nintendo-Spieleentwickler Shigeru Miyamoto und betraute ihn mit der Entwicklung eines neuen Spiels, das in die übrig gebliebenen Radarscope-Automaten eingebaut werden sollte. Mit einem Popeye-Spiel, so hoffte man, sollte sich der gewünschte Erfolg in Amerika einstellen. Jedoch verlor Nintendo die Rechte an der Figur Popeye vor der geplanten Veröffentlichung des fertigen Spiels.
Daraufhin erhielt Miyamoto den Auftrag, ein Spiel auf der Grundlage seiner eigenen Ideen zu entwerfen. Miyamoto entwickelte das Spiel Donkey Kong, das von einem Zimmermann (Klempner wurde Mario erst ab Mario Bros.) handelt, dessen Freundin von einem Gorilla namens Donkey Kong entführt wurde. Es ist Aufgabe des Spielers, den Zimmermann zu steuern, ihn Fässern und anderen Objekten ausweichen und Leitern erklimmen zu lassen, um Donkey Kong schließlich einzuholen und die Freundin zu retten. Mit dem noch namenlosen Zimmermann wollte Miyamoto eine einfache Figur entwerfen, mit der sich die Spieler identifizieren konnten.
Das Design als dicklicher Schnurrbartträger mit Knollennase in blauem Overall und roten Latzhosen mit roter Kappe war stark beeinflusst von den technischen Begrenzungen der Hardware, die nur 16×16 Pixel für die Spielfigur erlaubte. Der Schnurrbart war besser darstellbar als ein Mund und bildete die Begrenzung der dicken Nase. Die bunte Kleidung bildete einen guten Kontrast mit dem schwarzen Hintergrund, und der Overall diente der Unterscheidung von Körper und Armen, damit man deren Bewegung erkannte. Durch die Kappe war es nicht nötig, die Bewegung von Marios Haar darzustellen, wenn er sprang. 1981 fertiggestellt, wurde Donkey Kong mit über 65.000 verkauften Automaten zum erfolgreichsten Arcade-Spiel nach Pac-Man und brachte Nintendo of America den ersehnten Durchbruch.
Ursprünglich wollte Miyamoto seine Spielfigur Mr. Video nennen. Man entschied sich bei Nintendo zunächst aber für den Namen Jumpman, bis NoA-Präsident Minoru Arakawa die Idee zur Umbenennung in Mario hatte. Angeregt wurde der neue Name und die italienische Abstammung der Spielfigur durch Ähnlichkeiten mit dem Vermieter des Nintendo-Gebäudes, Mario Segale. Die Farbkombination von Overall und Hose wurde in späteren Spielen von blau-rot in rot-braun und schließlich in rot-blau umgeändert. Trotz immer leistungsfähigerer Videospiel-Hardware und den damit verbundenen verbesserten Möglichkeiten realistischer grafischer Darstellung hat Mario sein comichaftes Aussehen bis heute behalten. In den letzten Jahren kehrte man, nach einer geringfügig realistischeren Darstellung in Super Mario Sunshine, in dessen Nachfolger Super Mario Galaxy sogar zu etwas comichafteren Proportionen zurück.

#### Mario Bros. (1983)
Nach einem weiteren Auftritt in Donkey Kong Jr. tauchte Mario 1983 in Mario Bros. erstmals als titelgebender Protagonist auf. Nachdem ein Kollege geäußert hatte, dass Mario mehr nach einem Klempner als nach einem Zimmermann aussehe, änderte Miyamoto Marios Beruf entsprechend um. Im neuen Spiel, das ursprünglich Pipe Jump heißen sollte, ist es Aufgabe Marios und seines Bruders Luigi, der dünn und bis auf die Farbe (grün) genauso angezogen war, unterirdische Rohrleitungen von Schildkröten, den späteren Koopas, Krabben und anderem Getier in elf unterschiedlichen Levels, die sich wiederholen, zu befreien. Diese tauchen aus Röhren am Bildschirmrand auf und bewegen sich über Plattformen. Wahlweise zu zweit oder einzeln steuern die Spieler Mario und Luigi, die von unten gegen die Plattformen springen müssen, auf denen sich Gegner befinden, um diese auf den Rücken zu drehen und anschließend mit einem Tritt von der Bildfläche zu befördern. Wie Donkey Kong wurde Mario Bros. auf diversen Heimkonsolen veröffentlicht. 2002 wurden einige NES- und SNES-Spiele als Super-Mario-Advance-Spiele für den Game Boy Advance veröffentlicht, neben dem eigentlichen Spiel (z. B. Super Mario World) ist in jedem Modul auch Mario Bros. enthalten. Und obwohl sich der Erfolg in Grenzen hielt, sollte es für die beiden Klempnerbrüder nicht der letzte Auftritt sein.

#### Aussehen
Name, Aussehen und Charakterisierung waren anfangs diversen Veränderungen unterworfen und stabilisierten sich schrittweise. Im Arcadespiel Mario Bros. von 1983 tritt Mario erstmals in blauer Hose und rotem Hemd auf. Mit Super Mario Bros. 3 setzte sich diese Kleidung schlussendlich durch.
In zwei Spielen verliert Mario sogar seine Mütze. In Super Mario 64 verliert Mario seine Mütze bei bestimmten Gegentreffern und findet seine Mütze bei Toad in Peachs Schloss wieder. In New Super Mario Bros. 2 verliert Mario seine Mütze bei 1.000 gesammelten 1 Ups.

### Super Mario
Ihre heutige Bekanntheit erlangte die Figur Mario durch die Jump-’n’-Run-Reihe Super Mario. 1983 erschien die Heimkonsole Family Computer (Famicom) in Japan. Da nur gute Softwaretitel einen dauerhaften Erfolg des Systems gewährleisten konnten, übertrug Hiroshi Yamauchi, der Präsident von Nintendo, Shigeru Miyamoto die Leitung eines Teams, das ein neues Spiel für die Konsole entwickeln sollte. Super Mario Bros. wurde in Japan am 13. September 1985 veröffentlicht und zu einem Meilenstein der Videospielgeschichte. In Europa ist der Titel erst zwei Jahre später erschienen.

### Weitere Spiele
Neben seinen Jump-’n’-Run-Auftritten tauchte Mario in vielen anderen Spielen (meist für Nintendo-Systeme) auf und ist so präsent in Videospielen wie keine andere Figur. Neben zahlreichen Gastauftritten in verschiedenen Spielen tritt er auch abseits der Jump ’n’ Runs als titelgebender Protagonist in zum Teil sehr erfolgreichen Spielereihen auf. Die Popularität der Figur Mario erwies sich als hilfreich, auch diese Spiele bzw. Spieleserien am Markt zu etablieren. Veröffentlicht werden die Spiele von Nintendo, die Entwicklung wurde jedoch zum Teil externen Entwicklerstudios übertragen, beispielsweise Hudson Soft oder Camelot. So unterschiedlich die Genres der Mario-Spiele abseits der Hauptreihe auch sind, besteht ihre Gemeinsamkeit darin, dass sie nahezu alle leicht zu erlernen und für jüngere und ältere Spieler gleichermaßen geeignet sind. Außerdem ist Mario einer der acht Veteranen der Super-Smash-Bros.-Serie. Einen Gastauftritt hat Mario in der SSX-3-Snowboardreihe – allerdings nur in der Nintendo-Version.

#### Einzelspieler-Spiele
Nach dem relativ unbekannten Game-&-Watch-Titel Mario’s Bombs Away von 1983 erschien 1990 das erste größere Mario-Spiel, das kein Jump ’n’ Run ist. Bei Dr. Mario handelt es sich um ein Tetris-ähnliches Spiel, das später für fast alle Nintendo-Konsolen umgesetzt wurde. Im Laufe der Jahre kamen viele weitere Mario-Spiele unterschiedlichster Genres hinzu. Zwei Beispiele sind das Malprogramm Mario Paint, das 1992 für das SNES erschien, und das Flipperspiel Super Mario Ball für den Game Boy Advance. 1996 wurde mit Super Mario RPG: Legend of the Seven Stars Marios erstes Rollenspiel für das SNES veröffentlicht. Bis heute folgten sieben weitere Rollenspiele: Paper Mario für das Nintendo 64, Mario & Luigi: Superstar Saga für den Game Boy Advance, Paper Mario: Die Legende vom Äonentor für den GameCube, Mario & Luigi: Zusammen durch die Zeit für den Nintendo DS und Mario & Luigi: Abenteuer Bowser für den Nintendo DS. Das Nintendo-Wii-Spiel Super Paper Mario wich vom Rollenspiel-Genre ab und wurde ein Jump ’n’ Run mit Rollenspiel-Elementen. Paper Mario: Sticker Star und Mario & Luigi: Dream Team Bros. erschienen für den Nintendo 3DS.
für eine ausführliche Übersicht der Rollenspiele

#### Mario-Kart-Reihe
Die Mario-Kart-Reihe beinhaltet neun Spiele auf verschiedenen Nintendo-Konsolen. Auf dem Super Nintendo Entertainment System veröffentlichte Nintendo das erste Spiel (Super Mario Kart) der Reihe. Für die Spielekonsole Nintendo 64 kam das zweite Spiel mit dem Titel Mario Kart 64 auf den Markt. Für den Game Boy Advance erschien das klassische Spiel unter dem Namen Mario Kart Super Circuit. Für den GameCube erschien Mario Kart: Double Dash!!. Ein weiterer Titel ist Mario Kart DS für den Nintendo DS. Für die Spielekonsole Wii erschien im April 2008 in Deutschland Mario Kart Wii. Es lässt sich entweder via Bewegungssteuerung mit einem separat erhältlichem Lenkrad oder mit der herkömmlichen Steuerung spielen. Im Dezember 2011 ist Mario Kart 7 für den Nintendo 3DS erschienen. Am 30. Mai 2014 wurde Mario Kart 8 für die Wii U veröffentlicht, welches in der erweiterten Version Mario Kart 8 Deluxe am 28. April 2017 ebenfalls für die Nintendo Switch erschien. Für die Nintendo Switch 2 erschien Mario Kart World.

#### Mario-Party-Reihe
Mit dem Nintendo-64-Spiel Mario Party von Hudson Soft begründete Mario 1999 eine erfolgreiche Reihe von Minispielsammlungen für bis zu vier Spieler (acht im siebten Teil), deren achter Teil am 22. Juni 2007 in Europa erschienen ist. Dieser Titel ist der erste Ableger der Serie für die 2006 erschienene Heimkonsole Wii und nutzt in den Minispielen die Bewegungssensor- und Pointer-Funktionen der Wii-Fernbedienung.

#### Sportspiele
Einen weiteren wichtigen Teilbereich der Mario-Spiele stellen die Sportspiele dar.
Der 1992 erschienene SNES-Titel Super Mario Kart begründete das Rennspiel-Subgenre der Fun-Racer und gleichzeitig die bis heute erfolgreiche und mehrfach fortgesetzte Mario-Kart-Reihe. Neben dem Rennsport ist er außerdem in den Sportspiel-Reihen Mario Golf und Mario Tennis von Camelot aktiv. Für den GameCube wurde später auch das Spiel Mario Power Tennis auf den Markt gebracht, es erschien am 25. Februar 2005 und wurde später für Wii als New play Control!-Spiel neu konstruiert. 2005 wurde Konamis erfolgreiches Tanzspiel Dance Dance Revolution als Dancing Stage – Mario Mix auf den GameCube portiert. Weitere Sportarten kamen mit dem Fußballspiel Mario Smash Football von Next Level Games, dem Baseballspiel Mario Superstar Baseball von Namco und dem Basketballspiel Mario Slam Basketball (außerhalb Europas Mario Hoops 3 on 3, 2006) von Square Enix hinzu. Am 23. November 2007 erschien der Titel Mario & Sonic bei den Olympischen Spielen, in dem Figuren aus dem Mario-Universum sowie aus dem Sonic-Universums bei den Olympischen Spielen in verschiedenen Disziplinen gegeneinander antreten. Dies war das erste Spiel, in welchem die Maskottchen der früher jahrelangen Konkurrenten Nintendo und Sega gemeinsam in einem Spiel auftraten. Am 16. Oktober 2009 erschien der Nachfolger Mario & Sonic bei den Olympischen Winterspielen. Ebenso aktiv sind Mario und seine Freunde in der beliebten Beat ’em’ Up Reihe Super Smash Bros. Der erste Teil der Reihe erschien im Jahr 1999 für das N64, 2001 erschien die noch erfolgreichere Fortsetzung Super Smash Bros. Melee (melee = engl. Handgemenge, Tumult) für den GameCube. Am 26. Juni 2008 erschien dann in Europa der dritte Teil der Reihe, Super Smash Bros. Brawl (brawl = engl.: Rauferei, Prügelei) für Wii, welcher erstmals auch online spielbar ist.
All diesen Spielen ist gemein, dass sie nicht nur allein, sondern auch mit mehreren Spielern gleichzeitig spielbar sind, was ihre besondere Beliebtheit ausmacht, da sie schnell erlernt sind und so Anfängern und Fortgeschrittenen gleichermaßen Spaß machen können. In unterschiedlichen Disziplinen treten Mario und weitere Figuren aus den Mario-Spielen gegeneinander an, und jeder Spieler kann aus ihnen eine Spielfigur wählen. Zu den spielbaren Charakteren gehören Luigi, Yoshi, Donkey Kong, Prinzessin Peach, Toad, Prinzessin Daisy, Wario und andere Charaktere aus dem Nintendo-Universum, auch solche die nicht aus der Mario-Serie stammen.

### Brettspiele
2017 erschien bei Hasbro mit Monopoly Gamer eine Monopoly-Variante, die das Super-Mario-Thema mit dem klassischen Monopoly verbindet. Die Spieler spielen mit entsprechenden Spielfiguren und müssen in dem Spiel Grundstücke aus den Super-Mario-Spielen kaufen, zudem nutzen sie Power-up-Funktionen, sammeln Münzen und müssen Boss-Kämpfe gegen Bowser und andere Endgegner bestehen.

## Synchronisation
Von 1995 bis 2022 lieh Charles Martinet Mario in Spielen seine Stimme. In Der Super Mario Bros. Film von 2023 wird Mario auf Deutsch von Leonhard Mahlich und im Originalton von Chris Pratt gesprochen. Charles Martinet spricht hier sowohl im Originalton als auch in der deutschen Fassung Marios Vater und eine Figur namens Giuseppe.

## Mario im Fernsehen und Kino
Super Mario war eine der ersten Videospielfiguren, deren Abenteuer auch als Film und TV-Serie umgesetzt wurden, während zuvor eher Videospielumsetzungen von Filmen und Fernsehserien produziert worden waren. Super Mario kündigte einen Paradigmenwechsel an: In den 1990er Jahren gaben Kinder und Jugendliche mehr Geld für Videospiele aus als für Kinofilme.

### Fernsehserien
Im Jahre 1983 wurde die Serie Saturday Supercade ausgestrahlt, in welcher einige bekannte Videospielcharaktere wie Mario und Donkey Kong in den Episoden gezeigt wurden. Danach wurde im Jahre 1986 zum ersten Mal eine Serie mit Mario als Hauptrolle hervorgebracht, welche den Titel Super Mario Bros.: The Great Mission to Rescue Princess Peach! trägt. Im Jahr 1989 wurde ebenso die Serie Amada Anime Series: Super Mario Bros veröffentlicht, in welcher Mario in bekannten Märchenwelten erscheint und gegen King Bowser kämpft. Und im selben Jahr strahlte der US-Sender Fox Kids erstmals die Zeichentrickserie Super Mario Brothers Super Show aus. Eine Folge dauerte zwanzig Minuten und bestand aus zwei Teilen: In der einen Hälfte stellten die Schauspieler Lou Albano und Danny Wells Mario und Luigi dar, die es in ihrer Klempnerei mit einigen verrückten Kunden zu tun bekamen. Die zweite Hälfte bildete eine von 52 Folgen der Zeichentrickserie Super Mario Bros. oder eine von 13 Folgen der Trickserie The Legend of Zelda. 1990 folgten 26 zehnminütige Zeichentrick-Folgen The Adventures of Super Mario Bros. 3, die vom Sender NBC und später auf RTL ausgestrahlt wurden und an das Spiel Super Mario Bros. 3 für den Game Boy Advance anknüpft. 1991 folgte auf NBC mit 13 Folgen Super Mario World die bislang letzte Mario-TV-Produktion. Im gleichen Jahr wurde auch die Spieleshow The Super Mario Challenge ausgestrahlt, in welcher Kinder als Spielkandidaten gegeneinander antreten. Auch in diesem Jahr wurde die Zeichentrickserie Super Mario World – Mario and Yoshi’s Adventure Land veröffentlicht, in welcher Mario, Luigi und Yoshi zusammen gegen Geister und Knochen-Koopas kämpfen. Eine Komödie in Form einer Science-Fiction-Realserie mit dem einfachen Titel Super Mario Bros folgte im Jahre 1993, worin Mario und Luigi sich mit einfallsreichen Methoden aus schwierigen Situationen heraushelfen. Unter dem Namen Mario Allstars strahlte der Family Channel 1994 eine Zusammenstellung von Super-Mario-Bros- und Super-Mario-World-Folgen aus. In Deutschland liefen die Zeichentrick-Folgen zwischen 1990 und 1997 auf RTL und RTL II, später waren sie vereinzelt auf tv.nrw, TV Berlin und Fox Kids (Premiere) zu sehen. Darüber hinaus hatte Mario in bekannten TV-Serien wie den Simpsons oder Fosters Haus für Fantasiefreunde diverse Gastauftritte.

### Kinofilme
Überraschende Ähnlichkeiten weisen Mario und Luigi zu den Charakteren Spoor (Bob Hoskins) und Bowser (Derrick O’Connor) aus Terry Gilliams 1985 erschienenem Film Brazil auf. Sie tragen ähnliche Uniformen und sind ebenfalls Klempner, die allerdings für ein totalitäres Regime arbeiten. Super Marios Schnauzbart und die heldenhafte Grundeinstellung findet sich in einem anderen Charakter wieder: Archibald ‘Harry’ Tuttle (Robert De Niro) ist ein vom Regime gejagter Klempner und Freiheitskämpfer, der sich mit dem Protagonisten Sam Lowry (Jonathan Pryce) anfreundet.
Schon 1986 erschien mit Super Mario Bros.: Peach-Hime Kyushutsu Dai Sakusen! (スーパーマリオブラザーズ ピーチ姫救出大作戦!, dt. „Super Mario Bros.: Prinzessin Peachs große Rettungsoperation!“) ein Mario-Anime-Film in japanischen Kinos, der jedoch nie außerhalb Japans veröffentlicht wurde. 1990 wurde dann der Film The Wizard (deutscher Titel: Joy Stick Heroes) erstmals in amerikanischen Kinos gezeigt. Dieser handelt von einem videospielbegeisterten Jungen, der an einem Videospielwettbewerb teilnimmt, in dessen Finale er sein Können im noch unveröffentlichten Spiel Super Mario Bros. 3 beweisen muss. Da dieser Titel zu diesem Zeitpunkt tatsächlich noch nicht in den USA veröffentlicht worden war, erhielt er durch den Film eine enorme Aufmerksamkeit, somit erwies sich The Wizard als äußerst wirkungsvolle Nintendo-Werbung. Dafür musste Nintendo keinen Cent an die Produktionsfirma Universal Studios zahlen, sondern empfing von dieser sogar noch Lizenzgebühren für die im Film gezeigten Spiele. Der resultierende Riesenerfolg von Super Mario Bros. 3 sorgte allein in den USA für Einnahmen in Höhe von rund 500 Millionen Dollar.
1993 kam mit Super Mario Bros. eine der ersten Verfilmungen eines Videospiels in die Kinos. Trotz prominenter Schauspieler wie Bob Hoskins als Mario und Dennis Hopper als König Koopa floppte die Fantasy-Actionkomödie an den Kinokassen. Als Grund für den Misserfolg wird meist die fehlende Nähe zur Vorlage genannt. Da das eher düstere Setting des Films wenig mit der bunten Cartoon-Welt der Mario-Spiele gemein hat, wurden mit Mario-Fans und jüngeren Jugendlichen zwei potentiell wichtige Zielgruppen verfehlt. Ältere Zuschauer wiederum konnten von der leicht konfusen Handlung abgeschreckt werden.
Die Filme und einige Zeichentrick-Episoden sind inzwischen auch auf Video und DVD erhältlich.

## Merchandising
Insbesondere in der ersten Hälfte der neunziger Jahre erschienen zahlreiche Mario-Merchandising-Artikel, heute hat dieser Boom jedoch zumindest in Deutschland stark nachgelassen, lebte jedoch im Zuge des Erfolgs von New Super Mario Bros. (NDS, 2006) in abgeschwächter Form wieder auf. Neben Plastik- und Plüschfiguren, Kaugummis, Aufklebern, Gesellschaftsspielen wurden eine Comic-Serie, Bücher, Puzzles, ein Flipperautomat und zahlreiche weitere Dinge angeboten.

## Maskottchen
Nach dem Erfolg von Super Mario Bros. wurde Mario zum offiziellen Maskottchen von Nintendo. Insbesondere in den Neunzigern versuchten verschiedene Konkurrenzunternehmen, das erfolgreiche Konzept eines Videospiel-Maskottchens zu übernehmen. Nintendo-Konkurrent Sega versuchte zunächst mit Alex Kidd, ab 1990 mit dem blauen Igel Sonic, eine ähnliche Kultfigur wie Mario zu etablieren, und der Konkurrenzkampf zwischen Sega und Nintendo in der ersten Hälfte der Neunziger war gleichzeitig ein Kampf Sonic gegen Mario. Die Sonic-Jump-’n’-Run-Spiele für Sega-Konsolen etablierten die Figur als erfolgreichen Videospielhelden, der bis heute Segas Maskottchen darstellt. Im Laufe der Jahre wurden eine Zeichentrickserie, Comics, Merchandising-Artikel sowie zahlreiche Videospiele verschiedener Genres produziert, darunter das Rennspiel Sonic R, das Flipperspiel Sonic Spinball und das Partyspiel Sonic Shuffle.
Mit der Jump-’n’-Run-Figur Crash Bandicoot warb auch Sony zeitweilig mit einem Maskottchen für die PlayStation-Konsole. Parallel zu den Mario-Kart-Spielen erschien auch ein Kart-Rennspiel mit Crash in der Hauptrolle, analog zu Mario Party das Partyspiel Crash Bash. Auch die originalen Crash-Jump-’n’-Run-Spiele weisen deutliche Parallelen zu den Mario-Spielen auf. Crash Bandicoot erwies sich als großer Erfolg, allerdings war seine Verwendung als Maskottchen nur von relativ kurzer Dauer, und ebenso wie Sonic ist Crash inzwischen auch auf Nintendo-Systemen vertreten.

## Kinder-Image
Die Gewaltfreiheit der Mario-Spiele und deren Gleichsetzung mit dem Namen Nintendo wird von Verfechtern der Konkurrenzprodukte häufig zum Anlass genommen, Nintendo-Systeme abwertend als „Kinderkonsolen“ zu bezeichnen. Entgegen diesen Behauptungen sind die Mario-Spiele jedoch keineswegs nur für Kinder konzipiert, sondern richten sich an alle Altersgruppen, was sowohl von Mario-Erfinder Shigeru Miyamoto als auch von zahlreichen erwachsenen Spielern bestätigt wird. Einige Mario-Spiele sind aufgrund des anspruchsvollen Schwierigkeitsgrades für jüngere Kinder sogar eher ungeeignet.

## Trivia
Im August 2020 brachte Lego neben einer Kinderspielreihe mit Super Mario das Erwachsenen-Set 71374 Nintendo Entertainment System heraus.